# Ryan Murray
Ryan James Murray (White City, 27 settembre 1993) è un hockeista su ghiaccio canadese.

## Carriera
Dal 2008 al 2013 è stato un giocatore degli Everett Silvertips in WHL. 
Nel 2013 è approdato in NHL con i Columbus Blue Jackets, con cui ha militato fino al 2018.
Nel 2018 si è accasato ai Cleveland Monsters in AHL.

## Palmarès

### Mondiali
- 1 medaglia:
  - 1 oro (Russia 2016)